# Les Âmes mortes (film, 1909)
Pour l’article homonyme, voir Les Âmes mortes.
Pour plus de détails, voir Fiche technique et Distribution.
Les Âmes mortes (Мёртвые души, Myortvye dushi) est un film russe réalisé par Piotr Tchardynine, sorti en 1909. Le sujet est inspiré du roman éponyme de Nicolas Gogol.

## Fiche technique
- Titre : Les Âmes mortes
- Réalisation : Piotr Tchardynine
- Photographie : Vladimir Siversen
- Production : Alexandre Khanjonkov
- Format : noir et blanc
- Pays :  Empire russe
- Genre : comédie
- Durée : 5 minutes
- Sortie : 1909

## Distribution
- Ivan Kamski : Pavel Tchitchikov
- Vassili Stepanov : Mikhaï Sobakevitch
- Adolf Gueorguivski : Stepan Pliouchkine
- Antonina Pojarskaïa : Marfa, la cuisinière de Pliouchkine
- Piotr Tchardynine : Nozdrev
- Aleksandra Gontcharova : dame
- Ivan Potemkine : Petrouchka